# Groot Maarslag
Groot Maarslag est un hameau qui fait partie de la commune de Het Hogeland dans la province néerlandaise de Groningue. Groot Maarslag dépend du village de Mensingeweer.